# جان سی رینولدز
جان سی رینولدز (انگلیسی: John C. Reynolds; ۱ ژوئن ۱۹۳۵ – ۲۸ آوریل ۲۰۱۳) یک دانشمند رایانه اهل ایالات متحده آمریکا بود.